# Pseudosphaeroma barnardi
Pseudosphaeroma barnardi är en kräftdjursart som beskrevs av Théodore Monod 1931. Pseudosphaeroma barnardi ingår i släktet Pseudosphaeroma och familjen klotkräftor. Inga underarter finns listade i Catalogue of Life.